# Béatrice Lalinon Gbado
Béatrice Lalinon Gbado, née le 21 juin 1962  à Kandi, est une auteure béninoise de livres pour enfants et de beaux livres. Écrivaine jeunesse et éditrice, elle est basée à Cotonou au Bénin. Elle est la fondatrice des Éditions Ruisseaux d'Afrique.

## Biographie

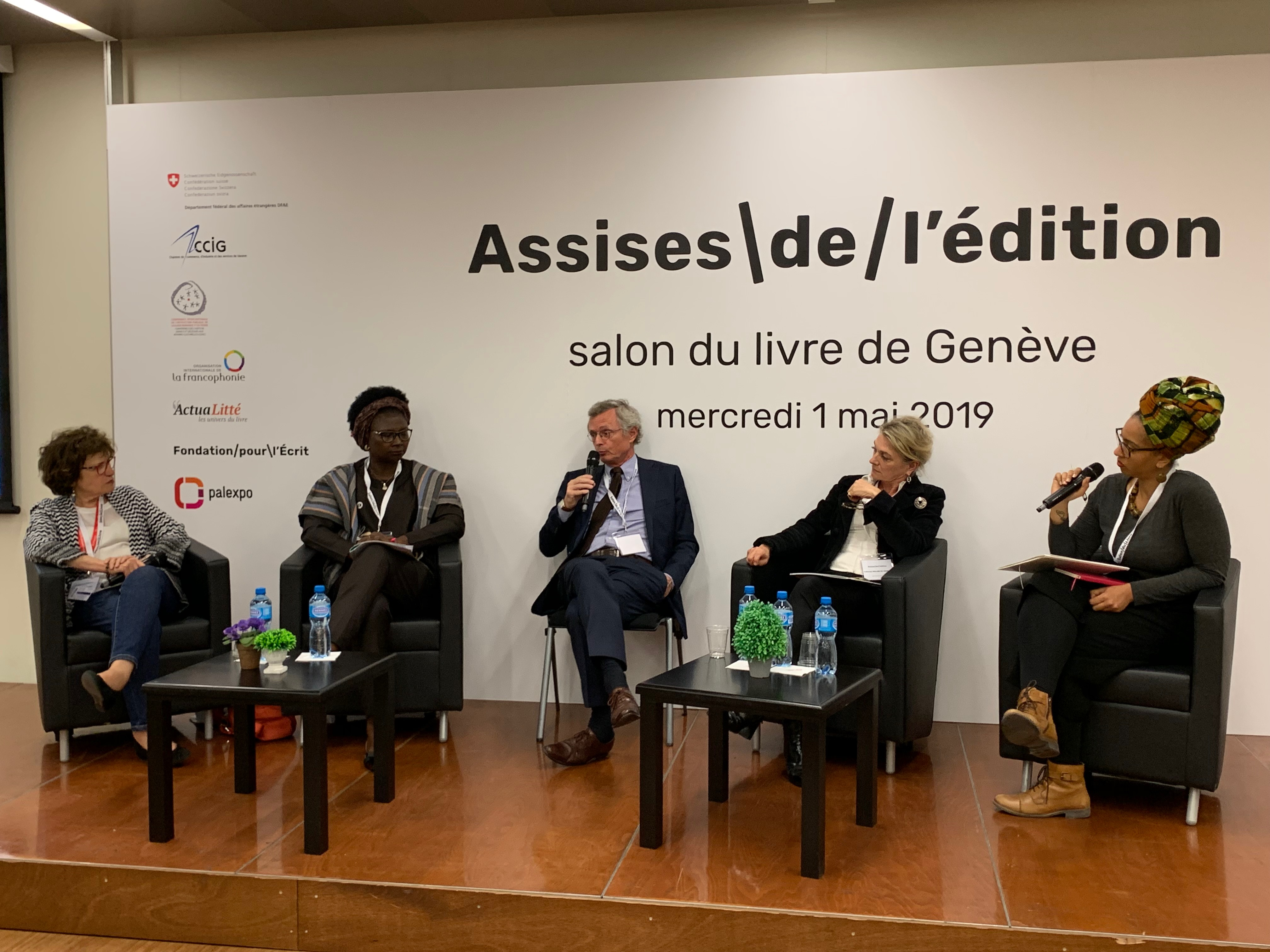
Béatrice Gbado au salon du livre.

### Enfance et étude
Béatrice Lalinon Gbado est née à Kandi, au Bénin, en 1962, mais est conduite, durant son enfance, à suivre ses parents dans leurs déplacements professionnels. Elle découvre ainsi des cultures autres que la sienne.

### Carrière
Elle est professeure de sciences dans divers collèges, de 1982 à 1991. Elle commence à publier ses œuvres à partir de 1991, au lendemain de la Conférence nationale des forces vives de la nation qui s'est déroulée à Cotonou, au Bénin, du 19 au 28 février 1990. Son premier ouvrage autopublié en 1991, En marche vers la liberté (tomes 1 et 2) est une chronique des préludes du renouveau démocratique au Bénin. Son premier album jeunesse La belle Débô paraît en 1999 en coédition chez EDICEF (Hachette Livre International) et les Éditions du Flamboyant. Suivent une série d'ouvrages pédagogiques pour la maternelle qui mettent en valeur le patrimoine et l'environnement du jeune africain. Elle écrit des fictions, des contes et proverbes, de la poésie et des documentaires. Confrontée au nombre réduit de maisons d'édition africaines, elle fonde dès 1998 les éditions Ruisseaux d'Afrique,. « Il est temps que les auteurs africains soient directement publiés en Afrique », affirme-t-elle. De 2002 à 2006, elle anime également l'Association des éditeurs africains francophones au sud du Sahara, Afrilivres.
Quelques œuvres reconnues : La belle Dêbo chez EDICEF, traduite en anglais (Editing Béatrice Lalinon Gbado) ; aux Éditions Ruisseaux d'Afrique : Les aventures de Biki chez EDICEF ; Kaïvi, l'enfant placée, La petite carpe dorée, Le Jardin des rues, Waali, le petit talibé, Le chant du conte et Zannou, sur les traces de Grand-père.

## Œuvres

### Cahier d'activités pour la maternelle
- Les fruits
- Les animaux domestiques
- Les légumes et condiments
- Les formes et les couleurs
- Nos instruments de musique
- Fleurs et papillons
- Les maisons de chez nous
- La cuisine de grand-mère
- Les cahiers Grains et ficelles
- Les cahiers Petits Génies
- La mère et l'enfant
- Ganvié
- Danse mon petit, danse
- Les boubous

### Albums pour la petite enfance
- Bovi, le petit cabri
- Bovi et le miroir
- Bovi sait compter
- Toutou et le sachet
- Les poupées de Cica
- Kadi, la petite fille
- Kadi aime l'eau
- Kadi garde son petit frère
- Coco taillé et le pagne de Maman
- Coco taillé fête ses deux ans
- Coco taillé et le Père Noël
- Sabi à la basse-cour
- Kouaba, le village en sursis
- Le rêve de Siba
- Kaïvi, l’enfant placée
- La petite carpe dorée
- Course à pirogue
- Sacré python
- La belle Dêbo
- Les aventures de Biki
- Le village le plus propre
- Le planteur et la bague
- Le rat et le serpent
- Waali, le petit talibé
- Le jardin des rues
- Une partie d'awalé
- Le dauphin de Gorée
- Le parc de mon village
- La fête du mouton
- Papayes et papayers
- L'orgueil de Chine
- La fête de l'igname
- Le bain de bébé
- Le jardin de Tanko et Jomo
- À la découverte de la vie
- Le roi de la palmeraie
- Les chats de Christelle

### Roman jeunesse
- La gifle
- Le nénuphar de Bola
- Mémé
- Hêdomey

### Contes et proverbes
- Chevaux fabuleux (Livre + CD)
- Le chant du conte (Livre + CD)
- Proverbes africains

### Poésie - Beaux livres
- Maman
- Tourterelles de mon enfance
- Papa, je t'aime
- Le fromage peuhl
- La longue histoire du pagne
- Les messages du pagne
- Zannou, sur les traces de Grand-père
- Barka, l'ami de Sayouba
- Coiffures d'Afrique

### Sciences en partage
- Théorie de l'émergence de l'être

### Autres
- En marche vers la liberté, tomes1 et 2
- L'Agenda de la famille

## Prix et distinctions honorifiques
- Prix Alioune Diop 2002.
- Prix Alioune Diop 2005.
- Prix Alioune Diop 2007.
- Prix de l'Excellence Féminin au Bénin en 2002[4]..
- Prix Saint-Exupéry - Valeur Jeunesse, novembre 2013[5].
- Prix du meilleur éditeur du Bénin en 2021[6]

## Œuvres sociales
- Présidente d'Afrilivres de 2002 à 2006[1].
- Membre fondatrice de l'Alliance internationale des éditeurs indépendants[7],[3],[2].
- Présidente de l'Association Mémoire de Clair de Lune.
- Présidente de l'Association SELIBEJ.

### Webographie
- Ressource relative à la littérature :   - Étonnants voyageurs
- Ressource relative à la bande dessinée :   - BD Gest'
- Ressource relative à l'audiovisuel :   - Africultures
- Notices d'autorité :   - VIAF
  - ISNI
  - BnF (données)
  - IdRef
  - LCCN
  - Pays-Bas
  - WorldCat
- « Béatrice Lalinon Gbado », sur le site Lire les Femmes écrivains et les littératures africaines, de l'Université d'Australie-Occidentale.
- « Béatrice Lalinon Gbado », sur le site d'Africultures.
- « De Ruisseaux d’Afrique à Ruisseaux du monde ; Rencontre avec Béatrice Lalinon Gbado », sur Takam Tikou( revue en ligne de la Bibliothèque nationale de France, consacrée à la lecture des enfants et des jeunes.
- « Béatrice Lalinon Gbado », sur le site institutionnel ricochet-jeunes.org de l'Institut suisse Jeunesse et médias (site consacré à la  promotion de la littérature jeunesse (une référence pour les bibliothécaire, documentalistes, libraires et lecteurs à la recherche d'ouvrages adressés à la jeunesse.
- « La figure emblématique de l’univers littéraire au Bénin: Béatrice Lalinon Gbado », sur le site jolome.com.
- « La littérature africaine en français. Cinquante ans après les indépendances. Bibliographie sélective », sur le site de la Bibliothèque nationale de France, juillet 2010.